# Koorda
Koorda è una città situata nella regione di Wheatbelt, in Australia Occidentale; essa si trova 230 chilometri a nord-est di Perth ed è la sede della Contea di Koorda. Al censimento del 2006 contava 260 abitanti.